# Oligodon ornatus
Oligodon ornatus är en ormart som beskrevs av Van Denburgh 1909. Oligodon ornatus ingår i släktet Oligodon och familjen snokar. Inga underarter finns listade i Catalogue of Life.
Denna orm förekommer främst i centrala och östra Kina samt på Taiwan. Några fynd finns från västra Kina. Arten lever i kulliga områden och i bergstrakter mellan 600 och 1200 meter över havet. Oligodon ornatus vistas i bergsskogar och i teodlingar. Den besöker sällan annan jordbruksmark. Honor lägger ägg.
För beståndet är inga hot kända. Hela populationen anses vara stabil. IUCN kategoriserar arten globalt som livskraftig.